# Thure Gabriel Rudenschöld den yngre
Thure Gabriel Rudenschöld, född 26 juni 1799 i Edsbergs församling, Örebro län, död 18 mars 1878 i Adolf Fredriks församling, Stockholm, var en svensk greve, militär, kammarherre och tecknare.

## Biografi
Thure Rudenschöld föddes 1799 på Riseberga i Edsbergs socken. Han var son till Thure Gabriel Rudenschöld och Christina Hedengren. Rudenschöld blev 30 augusti 1816 fanjunkare vid Västgöta regemente, 18 mars 1817 fänrik och 19 april 1825 löjtnant. Han blev 11 maj 1826 kammarherre och tog 18 juli 1829 avsked ur krigstjänsten. Rudenschöld avled 1878 i Stockholm.
Vid sidan av sin verksamhet som militär var han verksam som tecknare och medverkade med blyertsteckningar vid Konstakademiens utställning.

### Familj
Rudenschöld gifte sig 16 oktober 1827 i Järpås kyrka med grevinnan Augusta Charlotta Lovisa Stackelberg (1808–1848), dotter till överstekammarjunkaren greve Carl Adolf Ludvig Stackelberg och friherrinnan Eva Sofia Adelswärd. De fick tillsammans barnen konstnären Louise Rudenschöld (1828–1902) som var gift med arkitekten Per Ulrik Stenhammar, Emma Rudenschöld (1830–1868) och hovfröken Adèle Rudenschöld (1832–1923).